# Ніко Вальтер
Ніко Вальтер (нім. Nico Walther) — німецький бобслеїст,  олімпійський медаліст. 
Срібну олімпійську медаль Вальтер виборов на Пхьончханській олімпіаді 2018 року на змаганнях на бобах-четвірках.

## Зовнішні посилання
- Досьє на сайті IBSF [Архівовано 30 березня 2018 у Wayback Machine.]

## Виноски
1. ↑  Four-man results (PDF). Архів оригіналу (PDF) за 25 лютого 2018. Процитовано 17 березня 2018.